# Irina Stankinová
Irina Stankinová, rusky Ирина Васильевна Станкина (* 25. března 1977 Saransk) je bývalá ruská atletka, která se věnuje sportovní chůzi. Její hlavní disciplínou byla chůze na 10 km, ve které se v roce 1995 stala mistryní světa.

## Kariéra
V roce 1995 zvítězila na mistrovství světa v Göteborgu v závodě na 10 kilometrů chůze. Bylo jí 18 let a 135 dní a stala se tak nejmladší mistryní světa v atletice v kategorii dospělých. Startovala i na olympiádách v Atlantě a Sydney, ale bez úspěchu – závod nedokončila, resp. byla diskvalifikována.

## Osobní rekordy
- 10 km chůze – 41:17 – 1997
- 20 km chůze – 1:25:29 – 2000